# Challenger de Túnez 2013
El Tunis Open de 2013 es un torneo profesional de tenis jugado en canchas de arcilla. Se trata de la octava edición del torneo que forma parte de la ATP Challenger Tour 2013. Se lleva a cabo en Túnez entre el 29 de abril y 5 de mayo de 2013.

## Jugadores participantes del cuadro de individuales

### Cabezas de serie
| País                | Jugador                 | Rank1 | Favorito |
| Bandera de España   | Marcel Granollers       | 36    | 1        |
| Bandera de España   | Guillermo García-López  | 87    | 2        |
| Bandera de Alemania | Benjamin Becker         | 92    | 3        |
| Bandera de Francia  | Kenny de Schepper       | 102   | 4        |
| Bandera de España   | Rubén Ramírez Hidalgo   | 103   | 5        |
| Bandera de España   | Daniel Muñoz de la Nava | 125   | 6        |
| Bandera de Italia   | Matteo Viola            | 127   | 7        |
| Bandera de Italia   | Flavio Cipolla          | 133   | 8        |
| ------------------- | ----------------------- | ----- | -------- |

- 1 Se ha tomado en cuenta el ranking del 22 de abril de 2013.

### Otros participantes
Los siguientes jugadores recibieron una invitación (wild card), por lo tanto ingresan directamente al cuadro principal (WC):
- Mohamed Haythem Abid
- Marcel Granollers
- Skander Mansouri
- Lamine Ouahab

Los siguientes jugadores ingresan al cuadro principal tras disputar el cuadro clasificatorio (Q):
- Andrea Arnaboldi
- Michael Linzer
- Enrique López Pérez
- Florian Reynet
- Riccardo Ghedin (lucky loser)

## Jugadores participantes en el cuadro de dobles

### Cabezas de serie
| País                      | Jugador           | País              | Jugador                  | Rank1 | Favorito |
| Bandera de Estados Unidos | James Cerretani   | Bandera de Canadá | Adil Shamasdin           | 158   | 1        |
| Bandera del Reino Unido   | Jamie Delgado     | Bandera de Suecia | Andreas Siljeström       | 201   | 2        |
| Bandera de España         | Gerard Granollers | Bandera de España | Marcel Granollers        | 242   | 3        |
| Bandera de Australia      | Rameez Junaid     | Bandera de España | Adrián Menéndez-Maceiras | 259   | 4        |
| ------------------------- | ----------------- | ----------------- | ------------------------ | ----- | -------- |

- 1 Se ha tomado en cuenta el ranking del día 22de abril de 2013.

### Otros participantes
Los siguientes jugadores recibieron una invitación (wild card), por lo tanto ingresan directamente al cuadro principal:
- Mehdi Abid /  Ameur Ben Hassen
- Skander Mansouri /  Lamine Ouahab
- Julien Obry /  Florian Reynet

## Campeones

### Individual Masculino
- Adrian Ungur derrotó en la final a  Diego Schwartzman, 4–6, 6–0, 6–2

### Dobles Masculino
- Dominik Meffert /  Philipp Oswald derrotaron en la final a  Jamie Delgado /  Andreas Siljeström, 3–6, 7–6(0), [10–7]